# Устав Нюрнбергского трибунала
Устав Международного военного трибунала в Нюрнберге — документ, являющийся приложением к Соглашению об уголовном преследовании и наказании главных военных преступников Европейской оси (обычно именуемое Нюрнбергским или Лондонским уставом), принятый решением Лондонской конференции от 8 августа 1945 года, устанавливавший правила и процедуры проведения Нюрнбергского процесса.
Устав был разработан Европейской консультативной комиссией на основе Московской декларации, согласованной на Московской конференции 1943 года министров иностранных дел СССР, США и Великобритании. Текст Устава был составлен в Лондоне после капитуляции нацистской Германии 8 мая 1945 года. Составлением текста Устава занимались Роберт Джексон, Робер Фалько и Иона Никитченко, текст Устава был опубликован 8 августа 1945 года.
Устав Международного военного трибунала в Нюрнберге и данное им определение преступлений против мира стали также основой законов, принятых парламентом Финляндии 11 сентября 1945 года, что позволило провести судебные процессы над финскими военными преступниками.
Соглашение об уголовном преследовании и наказании главных военных преступников стран «Оси» и Устав Международного военного трибунала были официально подписаны Францией, Советским Союзом, Великобританией и США 8 августа 1945 года. Соглашение и Устав Международного военного трибунала были впоследствии ратифицированы 19 другими государствами — участниками антигитлеровской коалиции.
Устав Международного военного трибунала предусматривал, что преступления стран Оси могут быть рассмотрены судом. Были определены три категории преступлений: преступления против мира, военные преступления и преступления против человечности. В статье 8 Устава также указано, что занятие государственной должности не даёт иммунитета при обвинении в военных преступлениях. Кроме того, исполнение приказа, являющееся одним из обстоятельств, исключающих преступность деяния в уголовном праве, в рамках юрисдикции трибунала может быть рассмотрено только как смягчающее обстоятельство.
Согласно ст. 6 устава Трибунала, действовала доктрина командной ответственности, вытекающая из принципа единоначалия в армии. Подсудимые нацисты несли ответственность за «все действия, совершённые любыми лицами» из числа своих подчинённых. Даже за те, о которых они не знали. Понятие состава преступления было очень широким и включало в себя организацию, руководство, подстрекательство и пособничество.
Подсудимые нацисты называли Трибунал незаконным судом победителей, однако в приговоре трибунала разъяснено, что Трибунал не является произвольным осуществлением власти со стороны победивших народов, а наоборот, является выражением международного права, которое уже существовало ко времени его создания.
Трибунал использовал англо-американские процессуальные нормы с небольшими заимствованиями из континентальной системы. Обвиняемые, признанные виновными, могли обжаловать приговор трибунала Союзническому Контрольному совету. Кроме того, обвиняемым было разрешено представлять доказательства в свою защиту и подвергать свидетелей перекрёстному допросу.